# Taktaharkány
Taktaharkány nagyközség Borsod-Abaúj-Zemplén vármegyében, a Szerencsi járásban.
Neve összetett eredetű: első tagja a déli határában húzódó Takta folyótól ered, míg a Harkány egy ősi, Árpád-kori személynévből származik.
A település földesurai a 18. századtól kezdve a zsidó származású Harkányi bárók voltak, egészen a 20. század közepén lezajlott államosításig.

## Fekvése
A település a Zempléni-hegység lábánál fekszik, a térség városai közül Szerencstől 10, Tokajtól 25, a megyeszékhely Miskolctól pedig mintegy 30 kilométerre.
A Taktaköz az Alföld peremi süllyedék-területeinek egyik legszebb részlete. Tájképileg a Bodrogköz folytatása, attól a tokaji Nagy-hegy választja el. A kistáj névadója, a Takta Csobajnál ered, alig 6 kilométerre a Tiszától. A mintegy 300 km²-es síksági táj a Szerencsi-dombvidéktől és a Harangodtól a Tiszáig terjed. Taktaharkány nagyközség e vidék egyik meghatározó települése. Belterülete 216 hektár, külterülete 3701 hektár nagyságú.

### Megközelítése
Főutcája a 3611-es út, ezen érhető el Szerencs és Taktakenéz felől is. Taktaszadával a 3621-es, Gesztellyel a 3723-as út köti össze.
Az ország távolabbi részei felől a 37-es főútból közelíthető meg a legegyszerűbben, Hernádkak után (Hernádnémetihez tartozó külterületek közt) letérve.
Vasúton a Hatvan–Miskolc–Szerencs–Sátoraljaújhely-vasútvonalon közelíthető meg. A vasút itteni megállója Taktaharkány vasútállomás, amely a hazai települések körében aránylag szokatlan módon a mai településközpont közelében helyezkedik el. Létesítésének idején, amikor Taktaharkány lakott területe bizonyára még kisebb volt a mainál, az állomás valószínűleg az akkori belterület északnyugati részén (szélén) kapott helyet.

## Története
A Taktaköz mocsaras területe már a honfoglalás idején lakott volt. A települést először írásosan 1219-ben a Váradi regestrumban említik. A következő évszázadokban a falu több nemesi család kezébe került, egészen 1594-ig amikor Rákóczi Zsigmond erdélyi fejedelem lett a földbirtokos. A Rákóczi-család tulajdonában marad egészen a Rákóczi-szabadságharc bukásáig, amikor az Aspremont grófoké, később a Királyi Kamaráé lett. A falu szinte teljesen református lakossága számára 1793-ban kezdtek kőtemplomot építeni, melyet 1806-ban szenteltek fel és a mai napig áll. Az egykori Rákóczi-birtok nagy részét egy osztrák zsidó származású pénzember, Koppely Fülöp bérelte 1855-től 1945-ig. A család az uradalom alapján változtatta nevét Harkányira majd később bárói rangot nyertek.

## Híres emberek
- Itt született Harkányi Frigyes kereskedelemügyi miniszter.
- Gyerekkorában egy évig a községhez tartozó jajhalmi uradalomban élt Gárdonyi Géza a családjával.

## Közélete

### Polgármesterei
- 1990–1992: Szatmári Gyula (független)[4]
- 1992–1994: Juhász Károly (független)
- 1994–1998: Szatmári Gyula (Pedagógus Szakszervezet Taktaharkány)[5]
- 1998–2002: Varga László (független)[6]
- 2002–2006: Varga László (független)[7]
- 2006–2010: Varga László (független)[8]
- 2010–2014: Varga László (független)[9]
- 2014–2019: Dr. Szemán Ákos (Fidesz-KDNP)[10]
- 2019–2024: Dr. Szemán Ákos (Fidesz–KDNP)[11]
- 2024– : Dr. Szemán Ákos (Fidesz–KDNP)[1]

## Címere
A címer kék-piros színű, kettéosztott, csücskös címerpajzsban aranyszínű búzakalászok, mindkét oldalán ugyanolyan színű sütőtökök és alatta ezüstszínű eke található.

## Népesség
A település népességének változása:
| Lakosok száma | 3658 | 3634 | 3594 | 3607 | 3418 | 3478 | 3461 |
|               | 2013 | 2014 | 2015 | 2021 | 2022 | 2023 | 2024 |

2001-ben a település lakosságának 84%-a magyar, 16%-a cigány nemzetiségűnek vallotta magát.
A 2011-es népszámlálás során a lakosok 88,6%-a magyarnak, 16,1% cigánynak mondta magát (11,3% nem nyilatkozott; a kettős identitások miatt a végösszeg nagyobb lehet 100%-nál). A vallási megoszlás a következő volt: római katolikus 39,2%, református 23,9%, görögkatolikus 1,7%, felekezeten kívüli 5% (29,2% nem válaszolt).
2022-ben a lakosság 90,1%-a vallotta magát magyarnak, 7,6% cigánynak, 0,1% németnek, 0,1% románnak, 1,4% egyéb, nem hazai nemzetiségűnek (9,8% nem nyilatkozott; a kettős identitások miatt a végösszeg nagyobb lehet 100%-nál). Vallásuk szerint 38,5% volt római katolikus, 20,1% református, 2,8% görög katolikus, 0,7% egyéb keresztény, 0,1% evangélikus, 7,8% felekezeten kívüli (29,4% nem válaszolt).

## Nevezetességei
- Református templom
- Római katolikus templom
- Tájház
- Szent István-szobor
- 1956-os emlékmű
- Gárdonyi Géza-szobor
- II. Rákóczi Ferenc-szobor
- II. Rákóczi Ferenc-emléktábla
- Petőfi Sándor-emléktábla
- Turul-szobor (I. világháborús emlékmű)
- Aradi vértanúk kopjafája
- Sírkőtár
- Első és második világháborús hősi halottak emlékműve
- Nemzeti Összetartozás Emlékműve
- Magtár
- Zsidó temető
- Iskolai domborművek: Apáczai Csere János-dombormű, Jakab Antal-dombormű
- Kemény Armand-emléktábla (Jajhalom)
- Kőhíd a Harangod-patakon

## Sportélete
A Taktaharkányi SE 1950 óta a település labdarúgócsapata. Színei: sárga–piros. A 2016–17-es szezonban aranyérmesek volt a Megyei III.-ban, a 2017-2018-as szezontól pedig a Megyei II.-ben szerepel.

## Érdekesség
2021. szeptember elsején a helyi általános iskolában tartotta meg az ünnepélyes nemzeti tanévnyitót Kásler Miklós, az emberi erőforrások minisztere a diákok és tanáraik közreműködésével.